# 2013—2014年澳洲地區熱帶氣旋季
2013－14年澳洲地區熱帶氣旋季，泛指在2013年7月至2014年6月內的任何時間在澳洲所產生的熱帶氣旋。大部份於澳洲地區的熱帶氣旋通常都會於11月至4月期間形成。
本條目的範圍僅侷限於赤道以南，東經90度-160度以內的澳洲地區水域。這範圍包括了澳大利亞、巴布亞新幾內亞、所羅門群島的西部地區、東帝汶和印度尼西亞的南部地區。在澳洲地區產生的熱帶氣旋是由澳洲、印尼和巴布亞新畿內亞命名，而美国聯合颱風警報中心會把在該地區的熱帶低氣壓的編號以S或P字母作結。
以下各熱帶氣旋資訊以熱帶氣旋存在期間的最強形態為準。

## 熱帶氣旋

### 熱帶氣旋阿萊西亞(Alessia)
2013年11月20日，澳洲氣象局把一個位於里爾蒙斯以北約1465公里的一個低壓區升格為熱帶低氣壓，並給予編號01U。
11月22日06:00UTC，聯合颱風警報中心將其升格為熱帶風暴，並給予編號02S。12:00UTC，澳洲氣象局將其升格為一級熱帶氣旋，並命名為Alessia（阿萊西亞）。
11月24日06:00UTC，聯合颱風警報中心為其發出最後熱帶氣旋報告。09:00UTC，阿萊西亞在澳洲北領地戴利河海岸登陸。
11月25日00:00UTC，澳洲氣象局將其降格為熱帶低氣壓。
11月27日03:00UTC，澳洲氣象局再次將其升格為一級熱帶氣旋。06:00UTC，聯合颱風警報中心再次將其升格為熱帶風暴。12:00UTC，阿萊西亞在澳洲北領地卡爾弗特河海岸再次登陸。18:00UTC，聯合颱風警報中心將其降格為熱帶低氣壓，並為其發出最後的警報。
11月28日03:00UTC，澳洲氣象局將其降格為熱帶低氣壓。
12月1日05:00UTC，澳洲氣象局為其發出最後熱帶氣旋報告。

### 強烈熱帶氣旋布魯斯（Bruce）
在12月16日06:00UTC, 澳洲氣象局把一個位於科科斯島附近的一個低壓系統升格為熱帶低氣壓, 編號03U。
12月17日21:00UTC, 澳洲當局升格03U為一級熱帶氣旋, 並命名為Bruce(布魯斯)。
12月18日06:00UTC, 澳洲當局升格布魯斯為二級熱帶氣旋。
12月19日00:00UTC, 澳洲當局升格布魯斯為三級熱帶氣旋。
12月20日清晨, 布魯斯離開澳洲海域, 進入由留尼汪氣象部負責的西南印度洋區域。
12月25日, 布魯斯的殘餘再次進入離開澳洲海域, 直至12月26日布魯斯的殘餘最終在澳洲以西海域消散。

### 強烈熱帶氣旋克里斯汀(Christine)
在12月22日，TCWC珀斯和TCWC達爾文把位於達爾文西北方約400公里的低壓系統升格為熱帶低氣壓 ,編號04U。
12月26日,  TCWC珀斯重新定位了04U的低壓中心。由於04U系統的形態初時屬季風低壓, 導致04U發展、增強程度緩慢。直至12月28日12:00UTC, 澳大利亞國家氣象局把04U正式升格為一級熱帶氣旋, 並命名為Christine(克里斯汀)。
12月29日00:00UTC, 澳大利亞國家氣象局把克里斯汀升格為二級熱帶氣旋。
12月30日00:00UTC, 澳大利亞國家氣象局把克里斯汀升格為三級強烈熱帶氣旋。同日晚上, 克里斯汀在西澳大利亞州的羅伯恩以東沿海登陸。
12月31日00:00UTC, 澳大利亞國家氣象局把克里斯汀降格為二級熱帶氣旋。同日06:00UTC, 澳大利亞國家氣象局把克里斯汀降格為一級熱帶氣旋。18:00UTC, 澳大利亞國家氣象局把克里斯汀降格為熱帶低氣壓。
1月1日, 澳大利亞國家氣象局停止針對克里斯汀的發佈。

### 熱帶氣旋迪倫(Dylan)
1月28日, TCWC布里斯本升格一個位於澳洲昆士蘭州東北方的低壓系統為熱帶低氣壓, 編號07U, 並開始為該熱帶低氣壓發出熱帶氣旋預報及預警。
1月30日06:00UTC, 澳大利亞國家氣象局把07U升格為一級熱帶氣旋, 並命名為Dylan(迪倫)。同日12:00UTC, 澳大利亞國家氣象局把迪倫升格為二級熱帶氣旋。在18:00UTC左右, 迪倫在昆士蘭州格洛斯特島附近登陸。
同日21:00UTC, 澳洲當局直接把二級熱帶氣旋迪倫降格為熱帶低氣壓, 並對迪倫發出最後報告。

### 熱帶氣旋弗萊徹(Fletcher)
在1月30日，TCWC珀斯發現一熱帶低氣壓在帝汶海上形成, 其後TCWC珀斯升格該熱帶低氣壓為一級熱帶氣旋, 並命名為Fletcher(弗萊徹)。弗萊徹在澳洲北領地維多利亞戴利地區海岸登陸後減弱為熱帶低氣壓。
2月2日晚上, 弗萊徹移入卡奔塔利亞灣南部, 但並無重新增強為一級熱帶氣旋。
弗萊徹在2月3日至2月5日在卡奔塔利亞灣東南部沿岸徘徊後, 在2月5日08:00UTC最後一次在澳洲昆士蘭州諾曼頓登陸, 並向西移入內陸。
在隨後一、兩天, 弗萊徹的殘餘系統繼續向西緩慢移動, 並逐漸橫過澳大利亞北部。
2月6日開始, 弗萊徹的殘餘轉向偏北方向移動, 並於2月7日重新移至卡奔塔利亞灣東南部沿岸。
2月8日, 弗萊徹的殘餘(94S)被認為已被新的低壓系統(98S)取代, 因此弗萊徹的殘餘在名義上已消散。

### 熱帶氣旋埃德娜(Edna)
2月4日, 熱帶氣旋Edna(埃德娜)越過東經160度, 離開了澳洲海域, 並進入FMS負責的南太平洋海域。

### 熱帶氣旋哈迪(Hadi)
2月27日，熱帶擾動16F進入澳洲海域。
3月7日12:00UTC, 澳洲國家氣象局開始為一個位於昆士蘭州東北海域的熱帶低氣壓發出報告, 並重新編號為13U。
3月9日15:00UTC, 澳洲國家氣象局升格13U為一級熱帶氣旋, 並命名為Hadi(哈迪)。
3月11日06:00UTC, 澳洲國家氣象局降格哈迪為熱帶低氣壓, 並為哈迪發出最後報告。
3月12日下午(國際時間), 哈迪的殘餘系統越過東經160度, 進入由斐濟負責的南太平洋區域。

### 強烈熱帶氣旋吉莉安(Gillian)
3月7日12:00UTC, 澳洲國家氣象局開始為一個位於卡奔塔利亞灣以北的熱帶低氣壓發出報告, 並編號為14U。
3月8日06:00UTC, 澳洲國家氣象局升格14U為一級熱帶氣旋, 並命名為Gillian(吉莉安)。
3月10日早上(本地時間), 吉莉安在昆士蘭州東北部歐魯昆郡登陸, 並減弱為熱帶低氣壓。
3月12日近中午時份(本地時間), 吉莉安的殘餘以中心風力20節的狀態重新移入卡奔塔利亞灣。
3月14日06:00UTC,澳洲國家氣象局重新升格吉莉安為一級熱帶氣旋, 並表示吉莉安已在卡奔塔利亞灣中部重新發展。
3月15日12:00UTC, 吉莉安被降格為熱帶低氣壓。
3月19日, 澳洲氣象部門曾停止向吉莉安發出報告, 但3月20日又重新發出, 並同時向聖誕島發出烈風預警。
3月21日06:00UTC, 澳洲當局重新升格吉莉安為一級熱帶氣旋, 並向聖誕島發出烈風警報。
3月22日06:00UTC, 澳洲當局升格吉莉安為二級熱帶氣旋, 而當時聖誕島正受到達每小時100公里的強烈陣風吹襲。同日12:00UTC, 澳洲升格吉莉安為三級強烈熱帶氣旋, 並表示吉莉安在過去6小時快速增強。不過隨著吉莉安的遠離, 澳洲取消所有對聖誕島的熱帶氣旋警報。
3月23日00:00UTC, 澳洲升格吉莉安為四級強烈熱帶氣旋; 同日12:00UTC, 澳洲升格吉莉安為五級強烈熱帶氣旋。同日18:00UTC，聯合颱風警報中心升格吉列安為五級氣旋，令吉莉安成為今年南半球第二個五級氣旋(第一個為西南印度洋的氣旋布魯斯)，更是自2006年氣旋莫妮卡以來首個澳洲區域的五級氣旋。
3月24日上午(本地時間), 吉莉安受到風切變及乾空氣入侵影響, 強度開始轉弱。00:00UTC, 聯合颱風警報中心降格吉列安為四級氣旋。06:00UTC, 澳洲降格吉莉安為四級強烈熱帶氣旋。
同日12:00UTC, 澳洲降格吉莉安為三級強烈熱帶氣旋; 同時聯合颱風警報中心降格吉莉安為三級氣旋。18:00UTC, 聯合颱風警報中心降格吉莉安為二級氣旋。
3月25日00:00UTC, 澳洲降格吉莉安為二級熱帶氣旋; 聯合颱風警報中心降格吉莉安為一級氣旋。06:00UTC, 聯合颱風警報中心降格吉莉安為熱帶風暴。18:00UTC, 澳洲降格吉莉安為一級熱帶氣旋。
3月26日00:00UTC, 澳洲降格吉莉安為熱帶低壓, 並為其發出最後報告; 同時聯合颱風警報中心為吉莉安發出最後報告。

### 強烈熱帶氣旋伊塔(Ita)
4月4日18:00UTC,，澳洲國家氣象局開始為一個位於澳大利亞州東北遠海的熱帶低氣壓發出報告, 並編號為15U。
4月5日12:00UTC,，澳洲國家氣象局升格15U為一級熱帶氣旋, 並命名為Ita(伊塔)。
4月7日12:00UTC,，澳洲國家氣象局升格伊塔為二級熱帶氣旋, 但隨後更正為三級強烈熱帶氣旋(澳洲升格伊塔為三級強烈熱帶氣旋)。
4月10日00:00UTC，澳洲國家氣象局升格伊塔為四級強烈熱帶氣旋。同日06：00UTC，澳洲國家氣象局升格伊塔為五級強烈熱帶氣旋，伊塔成為氣旋吉莉安以後，今年澳洲地區第二個五級強烈熱帶氣旋。
4月11日00:00UTC，澳洲國家氣象局認為伊塔已經超越熱帶氣旋吉列安，成為今年澳洲氣旋季中最強的熱帶氣旋。06:000UTC, 伊塔開始快速減弱, 並被澳洲國家氣象局降格為四級強烈熱帶氣旋。
伊塔於同日12:00UTC在昆士蘭州弗拉特里角附近登陸。14:00UTC, 澳洲國家氣象局降格伊塔為三級強烈熱帶氣旋。之後數小時, 澳洲國家氣象局降格伊塔為二級熱帶氣旋。
4月12日00:00UTC, 澳洲國家氣象局降格伊塔為一級熱帶氣旋。
4月13日早上(國際時間), 伊塔離開昆士蘭州南部沿岸, 進入塔斯曼海北部。
4月14日06:00UTC, 澳洲國家氣象局定性伊塔為溫帶氣旋。

### 強烈熱帶氣旋傑克(Jack)
4月18日, 一個位於南緯10度、東經90度以西的低壓系統開始迅速發展。
4月19日00:00UTC, 澳洲國家氣象局升格該低壓系統為一級熱帶氣旋, 並命名為Jack(傑克), 編號為16U。同日06:00UTC, 傑克被升格為二級熱帶氣旋。18:00UTC, 傑克被升格為三級強烈熱帶氣旋。
從4月21日06:00UTC起, 傑克逐漸減弱。18:00UTC, 澳洲國家氣象局降格傑克為二級熱帶氣旋。
4月22日00:00UTC, 澳洲國家氣象局降格傑克為一級熱帶氣旋。06:00UTC, 澳洲當局為傑克發出最後報告。

## 其他熱帶氣旋
除了被命名的熱帶氣旋外，還有一些沒被命名的熱帶低氣壓和被聯合颱風警報中心認為是熱帶風暴的熱帶氣旋。以下列出那些熱帶氣旋的資料。

### 熱帶低氣壓04U
在12月22日，TCWC珀斯把位於布魯姆西北偏西方約950公里的低壓系統升格為熱帶低氣壓。
12月25日, TCWC珀斯停止對該熱帶低氣壓的發布。

### 熱帶低氣壓
在1月6日，TCWC珀斯發現一熱帶低氣壓在聖誕島東北偏東方約450公里形成。
在1月8日晚上, 聯合颱風警報中心(JTWC)把其評為HIGH。
其後，該系統快速向西移動並在1月9日進入西南印度洋海域， 並逐漸增強，在西南印度洋命名成為熱帶氣旋科林(Colin)。

### 熱帶低氣壓05U
1月13日00:00UTC, TCWC達爾文開始為一個位於達爾文東北偏北方的熱帶低氣壓發出熱帶氣旋預報及警告。
1月14日04:00UTC左右, 該熱帶低氣壓在達爾文以東附近海岸登陸, 並接著移入較為內陸的地區。
1月15日, TCWC達爾文停止對該熱帶低氣壓的發佈。
該熱帶低氣壓之後非但沒有在內陸消散, 更在隨後一個多星期間逐漸橫過澳洲北部及西部內陸, 而且並無減弱消散的跡象。澳洲氣象部門在1月21日下午3時發出的天氣警告形容, 該熱帶低氣壓在一年的這個時間而言, 並不尋常。
1月23日下午, 澳洲氣象部門取消了針對該熱帶低氣壓的天氣警告, 並表示該熱帶低氣壓已逐漸減弱。

### 熱帶低氣壓朱恩（June）
2014年1月15日06:00UTC，熱帶擾動08F越過東經160度線，進入澳洲氣象局監察的澳洲海域。當時澳洲氣象局將其定性為熱帶低氣壓。
1月15日12:00UTC，該熱帶低氣壓越過東經160度線，離開澳洲海域，進入南太平洋海域。

### 熱帶低氣壓09U
2月8日06:00UTC, 澳洲國家氣象局開始為一個位於西澳大利亞州東北部內陸的熱帶低氣壓發出報告, 並編號為09U。
09U之後在2月8日稍後時間移近治岸地區, 但最終沒有移至海上。因此澳洲國家氣象局在2月9日為09U發出最後的熱帶氣旋報告。
09U在2月10日起開始移入西澳大利亞州內陸, 並在其所路徑的地區帶來大雨, 澳洲國家氣象局不斷為09U影響的地區發出惡劣天氣警告。

## 氣旋季影響
以下表格顯示了2013－2014年澳洲地區熱帶氣旋季的所有熱帶氣旋以及它們的登陸資料。在括號內的死亡人數屬於非直接，但仍與風暴有關的死亡。所有破壞及死亡數字都包括風暴在擾動及溫帶氣旋階段時的資料。
| 風暴名稱     | 持續日期                      | 最高強度     | 持續風速      | 氣壓         | 影響地區                                     | 損失 （美元） | 死亡人數 | 來源              |
| ------------ | ----------------------------- | ------------ | ------------- | ------------ | -------------------------------------------- | ------------- | -------- | ----------------- |
| 阿萊西亞     | 11月20日－12月1日             | 一級熱帶氣旋 | 每小時75公里  | 991百帕斯卡  | 印尼、西澳大利亞州、北領地、昆士蘭州         | 無            | 0        |                   |
| 布魯斯       | 12月16日－12月19日            | 三級熱帶氣旋 | 每小時155公里 | 959百帕斯卡  | 科科斯群島                                   | 無            | 0        |                   |
| 克里斯汀     | 12月22日－1月1日              | 四級熱帶氣旋 | 每小時165公里 | 948百帕斯卡  | 西澳大利亞州、南澳洲、維多利亞州             | 很少          | 0        |                   |
| 05U          | 1月10日－1月23日              | 熱帶性低氣壓 | 每小時35公里  | 990百帕斯卡  | 北領地、西澳大利亞州                         | 無            | 0        |                   |
| 迪倫         | 1月24日－1月31日              | 二級熱帶氣旋 | 每小時110公里 | 974百帕斯卡  | 昆士蘭州                                     | 很少          | 0        |                   |
| 弗萊徹       | 1月30日－2月12日              | 熱帶性低氣壓 | 每小時65公里  | 992百帕斯卡  | 西澳大利亞州、北領地、昆士蘭州               | 無            | 0        |                   |
| 09U          | 1月31日－2月13日              | 二級熱帶氣旋 | 每小時100公里 | 982百帕斯卡  | 西澳大利亞州、北領地                         | 無            | 0        |                   |
| 埃德娜       | 1月31日－2月4日               | 一級熱帶氣旋 | 每小時75公里  | 992百帕斯卡  | 昆士蘭州                                     | 無            | 0        |                   |
| 11U          | 2月7日－2月10日               | 熱帶性低氣壓 | 風力不詳      | 994百帕斯卡  | 北領地                                       | 無            | 0        |                   |
| 12U          | 2月28日－3月2日               | 熱帶性低氣壓 | 風力不詳      | 1010百帕斯卡 | 沒有                                         | 無            | 0        |                   |
| 哈迪         | 2月28日－3月11日              | 一級熱帶氣旋 | 每小時75公里  | 992百帕斯卡  | 索羅門群島、昆士蘭州                         | 無            | 0        |                   |
| 吉莉安       | 3月6日－3月27日               | 五級熱帶氣旋 | 每小時220公里 | 927百帕斯卡  | 昆士蘭州、北領地、東帝汶、印尼、聖誕島       | 很少          | 0        |                   |
| 伊塔         | 4月1日－4月14日               | 五級熱帶氣旋 | 每小時220公里 | 922百帕斯卡  | 索羅門群島、巴布亞紐幾內亞、昆士蘭州、紐西蘭 | $11.5億       | 22       | [ 7 ] [ 8 ] [ 9 ] |
| 傑克         | 4月15日－4月22日              | 三級熱帶氣旋 | 每小時140公里 | 966百帕斯卡  | 科科斯群島                                   | 很少          | 0        |                   |
| 17U          | 4月21日－4月26日              | 熱帶性低氣壓 | 風力不詳      | 1006百帕斯卡 | 沒有                                         | 無            | 0        |                   |
| 季節總結     |                               |              |               |              |                                              |               |          |                   |
| 15個熱帶系統 | 2013年11月20日－2014年4月26日 |              | 每小時220公里 | 922百帕斯卡  |                                              | $11.5億       | 22       |                   |

## 風暴名稱

### 雅加達熱帶氣旋警告中心
如果一個熱帶氣旋在南緯0-10度和東經90-125度之間形成，雅加達熱帶氣旋警告中心就會使用下列列表中的名字為它命名。
| Bakung（未用） | Cempaka（未用） | Dahlia（未用） | Flamboyan（未用） | Kenanga（未用） |
| Lili（未用）   | Mawar（未用）   | Seroja（未用） | Teratai（未用）   | Anggrek（未用） |

### 莫爾茲比港熱帶氣旋警告中心
如果一個熱帶氣旋在南緯0-約10度和東經約141-約160度之間形成，在巴布亞新幾內亞的莫爾茲比港熱帶氣旋警告中心就會為它命名。在此區形成的熱帶氣旋比較罕見，在2007年氣旋季後此區一直沒有熱帶氣旋形成。 此區的熱帶氣旋名字會在下列列表中隨機使用. 
| Alu（未用） | Buri（未用） | Dodo（未用） | Emau（未用） | Fere（未用） | Hibu（未用） | Ila（未用） | Kama（未用） | Lobu（未用） | Maila（未用） |

### 澳大利亞國家氣象局
由2008–09年氣旋季開始，澳大利亞國家氣象局只會使用一個列表的名字為熱帶氣旋命名。但澳大利亞國家氣象局仍在珀斯、達爾文和布里斯本設熱帶氣旋警告中心。並監控在澳大利亞地區的熱帶氣旋和為在雅加達熱帶氣旋警告中心和莫爾茲比港熱帶氣旋警告中心地區形成的熱帶氣旋發出特別警告。橙色字體為下一個將會使用的名字。
| Alessia | Bruce | Christine | Dylan        | Edna        | Fletcher       | Gillian        |
| Hadi    | Ita   | Jack      | Kate（未用） | Lam（未用） | Marcia（未用） | Nathan（未用） |

## 內部連結
- 2013年太平洋颱風季
- 2013年太平洋颶風季
- 2013年大西洋颶風季
- 2013年北印度洋氣旋季
- 2014年太平洋颱風季
- 2014年太平洋颶風季
- 2014年大西洋颶風季
- 2014年北印度洋氣旋季
- 2013－2014年西南印度洋熱帶氣旋季
- 2013－2014年南太平洋熱帶氣旋季

## 外部連結
- Joint Typhoon Warning Center (JTWC)（页面存档备份，存于）.
- Australian Bureau of Meteorology (TCWC's Perth, Darwin & Brisbane)（页面存档备份，存于）.
- Tropical Cyclone Warning Center Jakarta.
- World Meteorological Organization